# Поль Жакуле
Поль Жакулé (фр. Paul Jacoulet, 1896 — 1960) — французький ксилограф, який у своїх роботах поєднував укійо-е з самостійно-розробленими техніками. Жакуле вважається одним із небагатьох західних митців, які в достатній мірі опанували техніку японської ксилографії і заслужили визнання саме в Японії.
Народився в Парижі, але переважну більшість свого життя прожив у Японії. Дитинство Поля пройшло в Токіо. Його сусідом і другом був Ноґучі Ісаму, син відомого літератора Ноґучі Йоне. Мати Ісаму, Леоні Ґілмур, була американкою і навчала Поля англійської.
Батько працював послом і Поль часто подорожував з ним. Мати підтримувала його артистичні інтереси. Вона також вважала, що Полю потрібно багато мандрувати і відправляла його у Французьку Полінезію, Мікронезію, Індонезії, Філіппіни. Вважається, що саме у цій частині світу він створив свої найкращі портрети, однак він зображував також мешканців Китаю, Кореї, Монголії та, звісно, Японії. У його доробку всього один портрет американця. Роботи Жакуле викликають цікавість в антропологів, оскільки він часто зображав корінні народи в їхньому традиційному одязі. Наприклад, його роботи використовують для реконструкції вбрання айнів.
Під час Другої світової війни, Жакуле переїхав до містечка Каруїдзава, де вижив за рахунок того, що вирощував овочі та розводив домашню птицю. Під час окупації працював у Військовому коледжі Токіо (Tokyo Army College) під керівництвом Чарльза Мак-Давела. Він добре знався на кабукі, вмів грати на кількох японських традиційних музичних інструментах, займався каліграфією, володів кількома мовами і колекціонував метеликів.
Жакуле був гомосексуалом. Коли наприкінці свого життя він намагався потрапити в США, йому заборонили в'їзд саме через «небажаність» його сексуальної орієнтації. Також він активно займався саморекламою. Він з власної волі відправляв свої роботи відомим людям свого часу, серед яких були генерал Дуґлас Мак-Артур, Ґрета Ґарбо, папа Пій ХІІ та Єлизавета ІІ.